# Primarias del Partido Demócrata de 2008 en Florida
Las primarias presidenciales demócratas de Florida de 2008 se llevaron a cabo el 29 de enero de 2008. Originalmente, el estado tenía 185 delegados en juego que debían ser otorgados de la siguiente manera: 121 delegados debían ser otorgados según el ganador en cada uno de los 25 distritos congresionales de Florida, mientras que 64 delegados adicionales serían otorgados al ganador estatal. Veinticinco delegados no comprometidos, conocidos como superdelegados, inicialmente podían emitir sus votos en la Convención Nacional Demócrata en Denver, Colorado.
Sin embargo, el Comité Nacional Demócrata (DNC) determinó que la fecha de las Primarias Demócratas de Florida violó las reglas del partido y finalmente decidió sancionar al estado, despojándole de todos los 210 delegados y negándose a colocarlos en la convención. El Comité de Reglas y Estatutos del DNC se reunió más tarde el 31 de mayo de 2008 y acordó sentar a todos los delegados de Florida y cada delegado recibió la mitad de un voto. Como resultado de este compromiso, Florida tuvo 105 votos en la convención.

## Candidatos
- Hillary Clinton
- John Edwards
- Mike Gravel
- Barack Obama

Los candidatos Joe Biden, Chris Dodd, Dennis Kucinich, y Bill Richardson salieron de la contienda presidencial antes de las primarias de Florida. Aunque ellos, permanecieron en la boleta electoral.

## Controversia de delegados
El 25 de enero de 2008, Hillary Clinton pidió que se contaran los delegados de Michigán y Florida Aunque el comité Nacional Demócrata halla penalizado sus delegados.
"Yo creo que nuestros nominados necesitarán el apoyo entusiástico de los Demócratas en esos estados para poder ganar las elecciones generales, y así pediré el apoyo a la convención  Demócrata  de delegados de Florida y Michigan."
Clinton ahora dice que los ciudadanos de Míchigan y Florida deben de levantar su voz, que sería un error para el partido Demócrata penalizar algún estado. Aunque, las acciones de Clinton han sido criticadas porque eso causaría que esos delegados voten por ella, para así finalizar con su deseo de ser nominada. [cita requerida]. Other critics charged her with trying to retroactively change the rules for her own benefit.

## Resultados
Con 100% de los precintos reportados. La senadora Clinton es declarada ganadora.
| Candidatos        | Votos     | Porcentaje de votos | Condados | Delegados Nacionales |
| ----------------- | --------- | ------------------- | -------- | -------------------- |
| Hillary Clinton   | 863,787   | 49.80%              | 48       | 0                    |
| Barack Obama      | 570,432   | 32.89%              | 8        | 0                    |
| John Edwards      | 249,500   | 14.38%              | 11       | 0                    |
| Joe Biden*        | 15,574    | 0.90%               | 0        | 0                    |
| Bill Richardson*  | 14,866    | 0.86%               | 0        | 0                    |
| Dennis Kucinich*  | 9,625     | 0.56%               | 0        | 0                    |
| Christopher Dodd* | 5,423     | 0.31%               | 0        | 0                    |
| Mike Gravel       | 5,249     | 0.30%               | 0        | 0                    |
| Total             | 1,734,456 | 100.00%             | 67       | 0                    |

* El candidato se retiró antes de las primarias.